# Laval-Atger
Laval-Atger (okcitán nyelven La Val Atgièr) korábbi község Franciaország déli részén, Lozère megyében. 2011-ben 166 lakosa volt.
2017. január 1-jén Saint-Bonnet-de-Montauroux korábbi községgel egyesült és az így létrejött Saint Bonnet-Laval új község része lett.

## Fekvése
Laval-Atger a Margeride-hegység keleti oldalán fekszik, Grandrieu-től 8 km-re északkeletre, 860 méteres (a községterület 828-1175 méteres) tengerszint feletti magasságban, a Grandrieu és a Chapeauroux patakok összefolyásánál. A községterület 27%-át (292 hektár) erdő borítja.
Északról és keletről Saint-Bonnet-de-Montauroux, délről Auroux,  délnyugatról Grandrieu, északnyugatról pedig Saint-Symphorien községekkel határos.
A D5-ös megyei út Grandrieu, a D988-as Saint-Bonnet-de-Montauroux (3 km), a D988-as Auroux (8,5 km), a D45-ös pedig Chambon-le-Château (8,5 km) felé teremt összeköttetést.
A községhez tartozik Le Montauroux és Montgros.

## Története
A középkorban fontos szerepet töltött be a Grandrieu völgye fölé emelkedő Montauroux vára, mely Gévaudan tartomány egyik nagy feudális uradalmának (seigneurie) központja volt.

### Demográfia
| Év   | Lakosság |
| ---- | -------- |
| 1793 | 283      |
| 1851 | 411      |
| 1876 | 455      |
| 1901 | 428      |
| 1936 | 326      |

| Év   | Lakosság |
| ---- | -------- |
| 1946 | 320      |
| 1954 | 253      |
| 1962 | 202      |
| 1968 | 161      |

| Év   | Lakosság |
| ---- | -------- |
| 1975 | 202      |
| 1982 | 240      |
| 1990 | 203      |
| 1999 | 190      |
| 2010 | 166      |

## Nevezetességei
- Montauroux várának romjai (a romoktól szép kilátás nyílik a völgyre).
- Saint-Privat templom - román stílusban épült a 11-12. században
- Montgros-ban román stílusban épült régi kápolna található.
- Laval-kápolna
- Régi kőkeresztek (a templom mellett álló kereszt 16. századi[4]).
- Ásványvízforrás

## Kapcsolódó szócikk
- Lozère megye községei